# Kunumi MC
Werá Jeguaka Mirim, também conhecido como Kunumi MC, é um rapper, escritor e ativista brasileiro, de etnia guarani mbyá. Em 2014, tornou-se propagandista da causa indígena, ao exibir uma faixa pedindo a demarcação de terras indígenas, antes do jogo entre Brasil e Croácia na Copa do Mundo de 2014.

## Biografia
Nascido em Krukutu, Parelheiros, Werá Jeguaka Mirim desde cedo acostumou-se a viajar com o pai, Olívio Jekupé, para contar em escolas e outros locais sobre a vida nas aldeias. Aos 9 anos assinou seu primeiro contrato editorial, com a FTD e a Panda Books. Aos 14 anos, publicou seu primeiro livro, Os Contos dos Kunumi Guarani, em parceria com o irmão. O segundo livro, Kunumi Guarani, é quase uma autobiografia, segundo o autor.
Werá atraiu atenção da mídia na abertura da Copa do Mundo de 2014, quando foi uma das três crianças convidadas a lançar uma pomba no ar, e conseguiu levar escondido e erguer uma faixa vermelha com a palavra Demarcação. Emissoras cortaram as câmeras, mas milhares de torcedores fotografaram e popularizaram o ato de resistência, que ganhou repercussão mundial.
Seu contato com o rap se deu através dos Brô Mc's, o primeiro grupo de rap indígena. Ele começou a escrever as próprias letras após a Copa do Mundo de 2014, tendo como principais temas a questão indígena, saúde, e demarcação de terras indígenas. Seu primeiro álbum, lançado em 2016, chamou-se "Meu Sangue é Vermelho", com cinco faixas. Embora tenha recebido críticas sobre o uso do rap como manifestação cultural, Kunumi MC defende-se dizendo que esta é uma "forma de defesa, de luta, para tentar salvar nosso povo através da escrita, pela música", e que a receptividade teria sido melhor posteriormente. Um segundo álbum, "Todo Dia é Dia de Índio", foi lançado num 19 de abril.
Finalmente, o rapper aventurou-se no cinema através do média metragem Kunumi, o raio nativo, premiado no concurso Minha Vez, segundo lugar no Youth Jury do Prix Jeunesse International 2016 e venceu como Melhor Documentário e Menção Especial do Júri do prêmio SIGNIS, do festival Divercine (Uruguai). Um segundo filme, "Meu Sangue é Vermelho", estava em produção na época desta entrevista.

## Obras

### Literatura
- Os Contos dos Kunumi Guarani, FTD. ISBN 978-8532293008
- Kunumi Guarani, Panda Books, 2014. ISBN 8578883551

### Discografia
- My Blood is Red (2017, EP)
- Todo Dia é Dia de Índio (2018, álbum)
- Guerreiro da Floresta (Forest Warrior) (2020, single)

### Filmografia
- Kunumi, The Native Thunder (2016)
- My Blood Is Red (2019, documentário)
- Xondaro Ka'aguy Reguá (2020, videoclipe)